# Hendren, Wisconsin
Hendren là một thị trấn thuộc quận Clark, tiểu bang Wisconsin, Hoa Kỳ. Năm 2010, dân số của thị trấn này là 495 người.